# L'Absence d'oiseaux d'eau
 (mars 2023).
L'Absence d'oiseaux d'eau est un roman d'Emmanuelle Pagano, publié en janvier 2010 chez P.O.L.

## Éditions
- L'Absence d'oiseau d'eau, P.O.L, 2010, 304 p.  (ISBN 9782846824477)
  - rééd. Gallimard, coll. « Folio », 2011, 258 p.  (ISBN 9782070440818)